# ЦСК «Витебский»
ЦСК «Витебский» (Государственное учреждение физической культуры и спорта «Витебский центральный спортивный комплекс») — спортивный комплекс в городе Витебск, Беларусь. Является домашним стадионом команды Высшей лиги Чемпионата Беларуси футбольного клуба «Витебск». В спортивном зале проводят свои домашние матчи баскетбольный клуб «Рубон» и волейбольный клуб «Марко».

## История
Спорткомплекс является итогом реконструкции стадиона «Динамо», построенного в 1937 году (по другим данным — в 1950). В 1980—86 годах стадион был реконструирован. Трибуны вмещали 5500 зрителей.
В 1998 году было принято решение о реконструкции стадиона «Динамо» в две очереди. Первая очередь включала в себя реконструкцию западной трибуны с увеличением вместимости до 8 тысяч мест, надстройку над трибуной светопрозрачного козырька, установку осветительных мачт и цифрового табло, создание современного футбольного поля с подогревом.
8 апреля 2003 года спортивный объект получил новое наименование — государственное учреждение физической культуры и спорта «Витебский центральный спортивный комплекс».
В 2005 году спорткомплекс получил специальную лицензию УЕФА, позволяющую проводить международные матчи по футболу.
Вторая очередь строительства комплекса предполагает строительство северной и восточной трибун с увеличением вместительности стадиона до 15 тысяч человек.

## О комплексе
Спортивный комплекс включает в себя:
- 2 футбольных поля (105×68 м);
- западную трибуну на 8144 зрителя;
- легкоатлетическое ядро с современным покрытием и оборудованием;
- зал бокса;
- конькобежную дорожку.

В западной трибуне расположены:
- легкоатлетический тренировочный манеж;
- зал для хоббихорсинга;
- восстановительные центры, кабинеты массажа, кабинет допинг-контроля, ванные комнаты;
- игровой спортивный зал с трибунами на 330 зрителей, для проведения соревнований по волейболу и баскетболу, в том числе международного класса;
- зал аэробики;
- зал атлетической гимнастики;
- кафе;
- гостиница;
- комплекс пресс-центра с баром;
- конференц-зал;
- помещения комментаторов, службы охраны;
- комнаты звукового сопровождения матчей, аппаратная радио и телетрансляций;
- помещения обслуживания почетных гостей футбольных матчей, рекреации;
- раздевалки, санузлы, душевые;
- помещения для тренеров;
- подсобные помещения;
- охраняемые автостоянки.

## Проводимые спортивные мероприятия
- Чемпионат Республики Беларусь по футболу
- высшая лига 2001—2004, 2006—2011,2015—н.в.
- Финал кубка Республики Беларусь по футболу 2002,2019
- «Матч звезд» чемпионат Республики Беларусь по баскетболу 2004